# Успение Богородично (Мунух)
Вижте пояснителната страница за други значения на Успение Богородично.
„Успение Богородично“ (на гръцки: Κοιμήσεως της Θεοτόκου) е православна църква в сярското село Мунух (Мавроталаса), Гърция, част от Сярската и Нигритска епархия.
Църквата е изградена в централната част на селото в 1969 година при свещеник Савас Халиндаридис. Осветена е на 10 октомври 1973 година от митрополит Константин Серски и Нигритски.